# バンバーシュート
バンバーシュート（Bumbershoot）は、アメリカ合衆国ワシントン州シアトルで毎年9月に開催される音楽フェスティバル。74エーカー（299,000m²）の敷地を持つシアトル・センターで開催され、オールジャンルの様々なアーティストが参加する。1971年に市のイベントしてスタートし、シアトルで最も長く続いているフェスティバルである。

## 概要
バンバーシュートは、1971年にシアトル・センターでMayor's Arts Festivalというフェスティバルとして、市が出資して始まった。ボーイング社の破綻による地元の経済不況の中で、地元の活性化を図るために開催されたこのフェスティバルは、1962年の万国博覧会以来、シアトル・センターで開催された最大規模のイベントであった。
1973年、フェスティバルは現在のバンバーズシュートに改名し、5日間に拡大し、200,000人の観客を集めた。
1980年、シアトル市は北西部の非営利団体One Reelをイベントのプロデュースに招く。1980年代半ばにシアトル・センターは権利を取り返そうとしたが、市議会によって却下された。
2015年に数年の財政難を経て、AEG Liveがリードプロモーターに就任した。

## ギャラリー

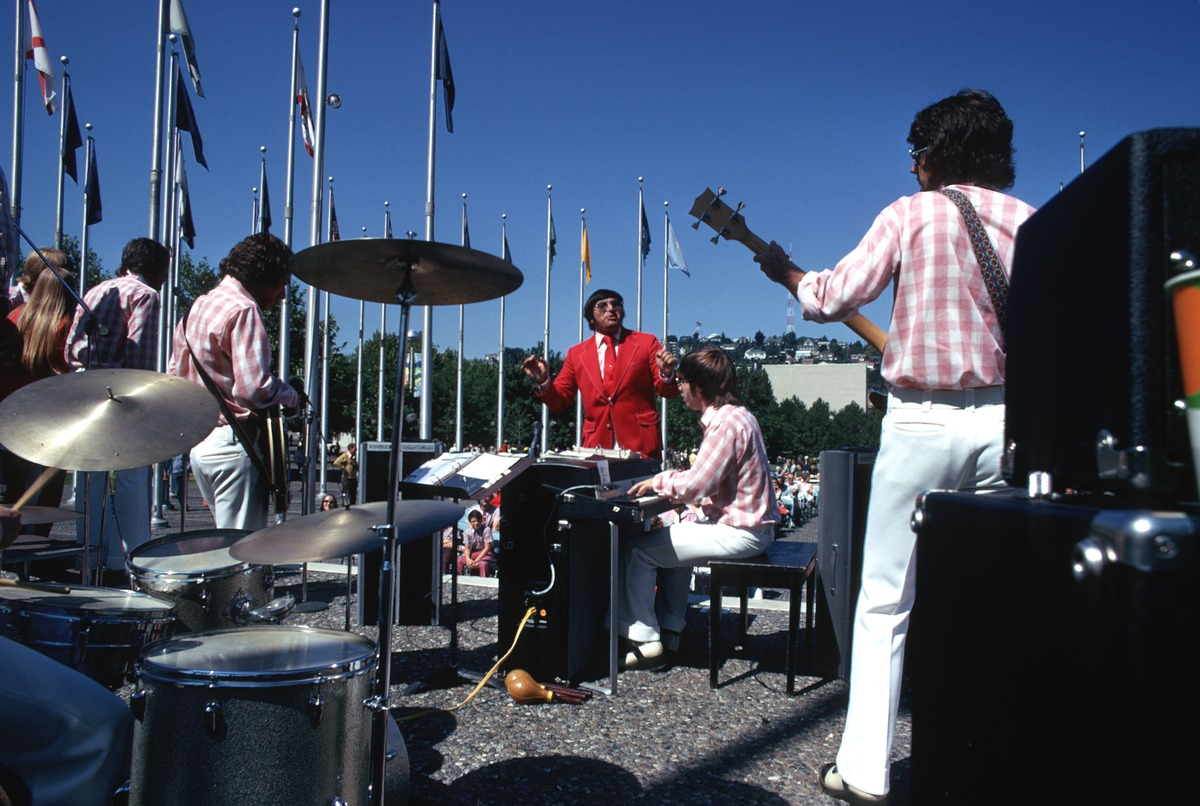
1974
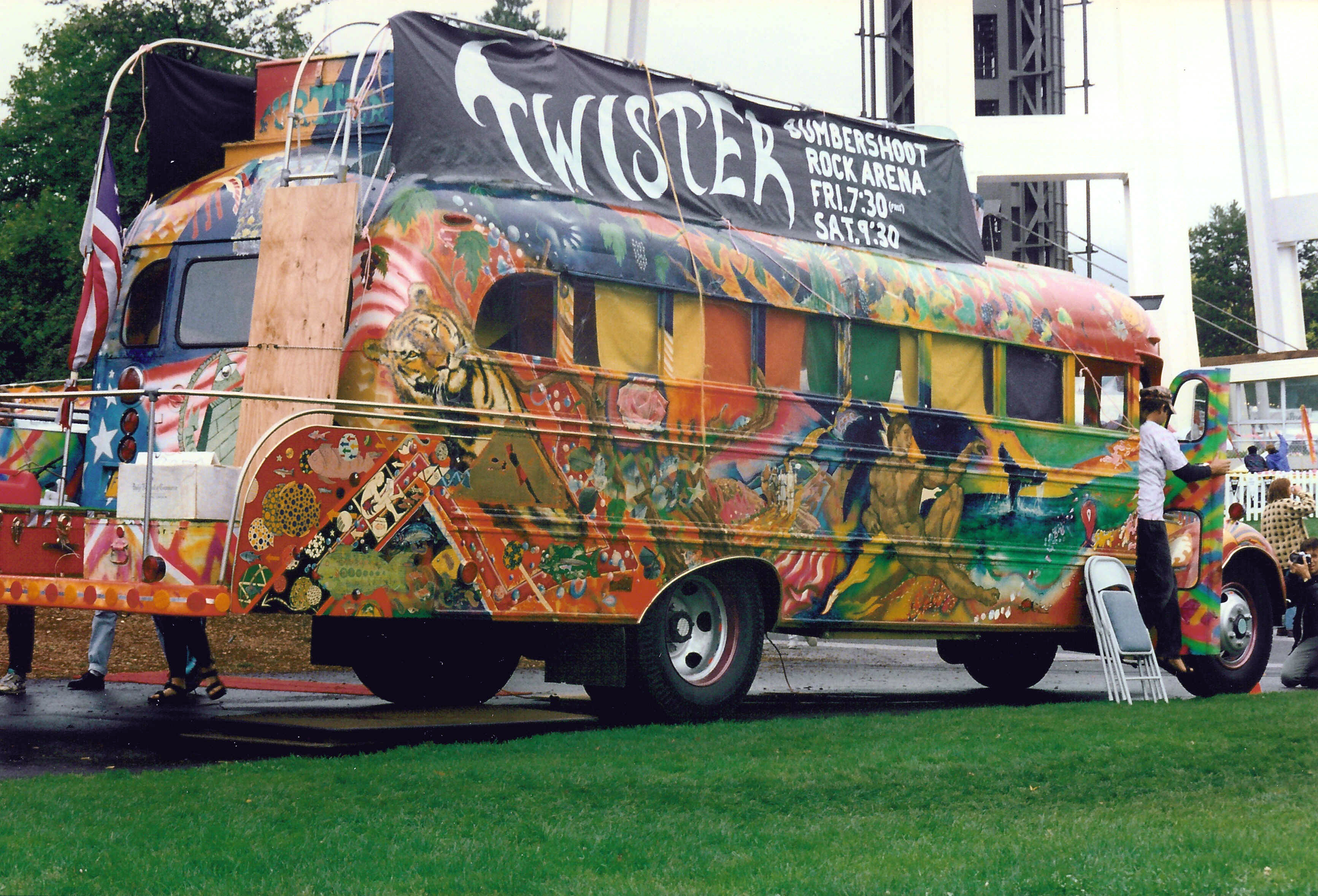
1994
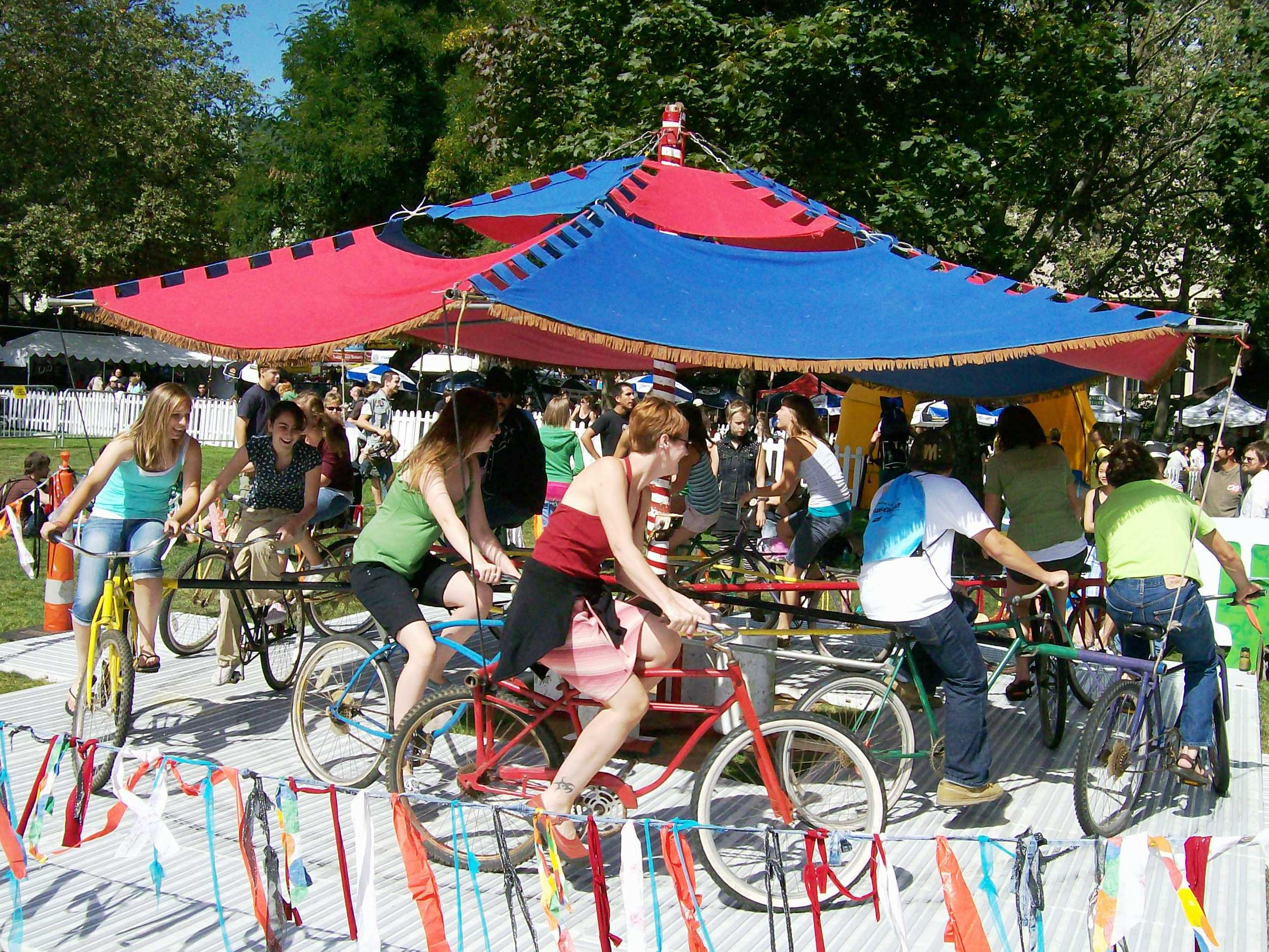
2007
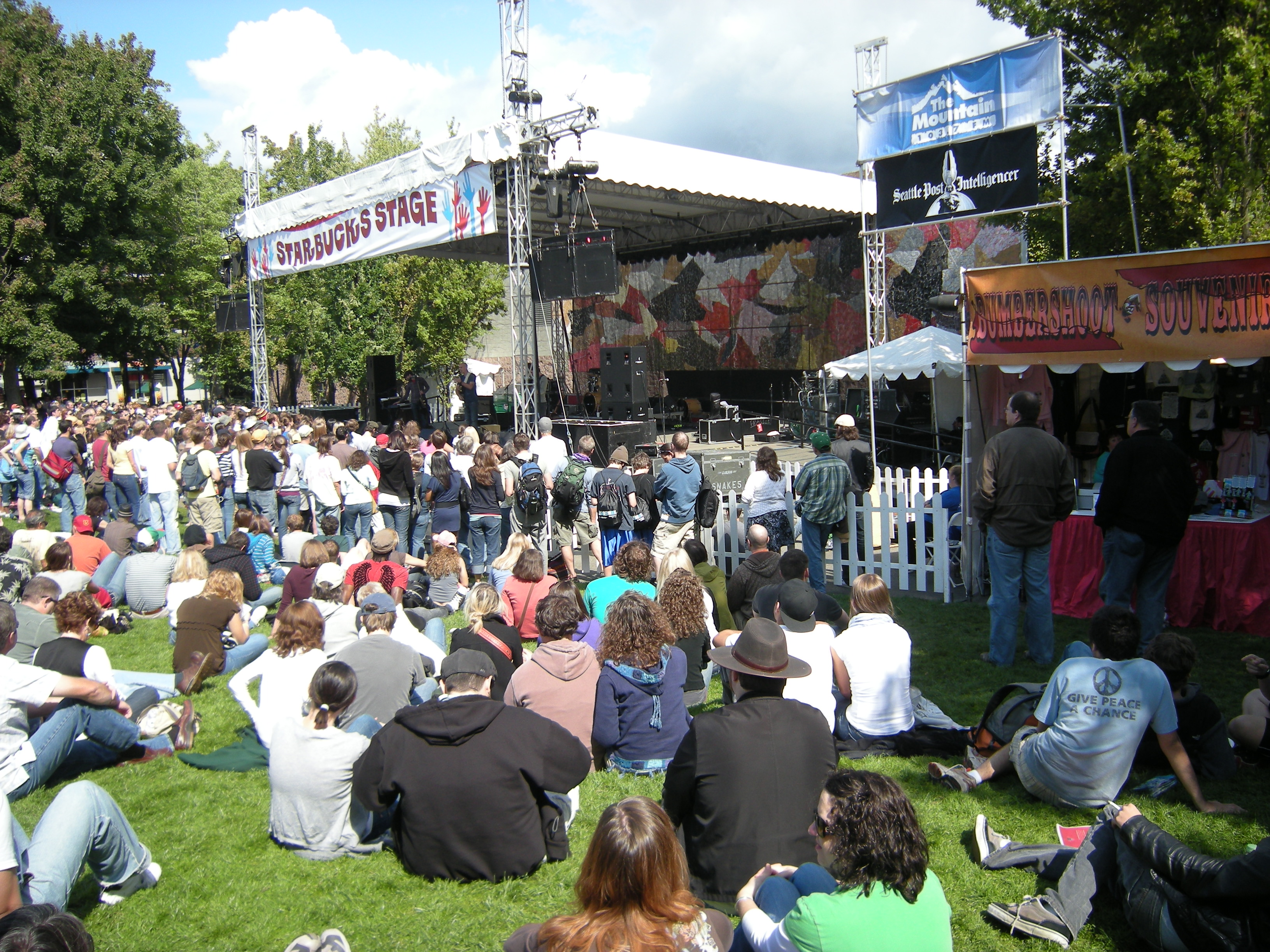
2008
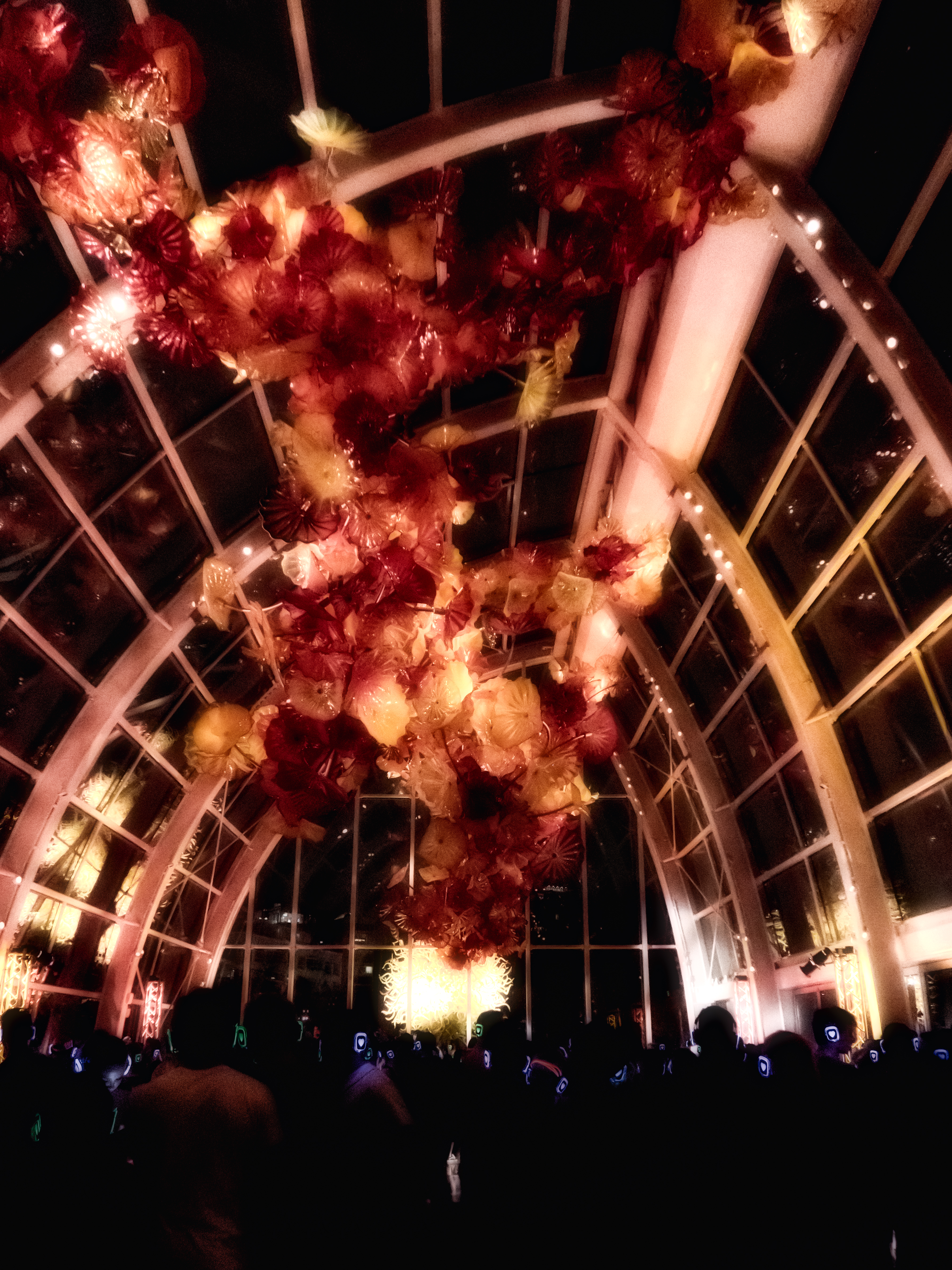
2018
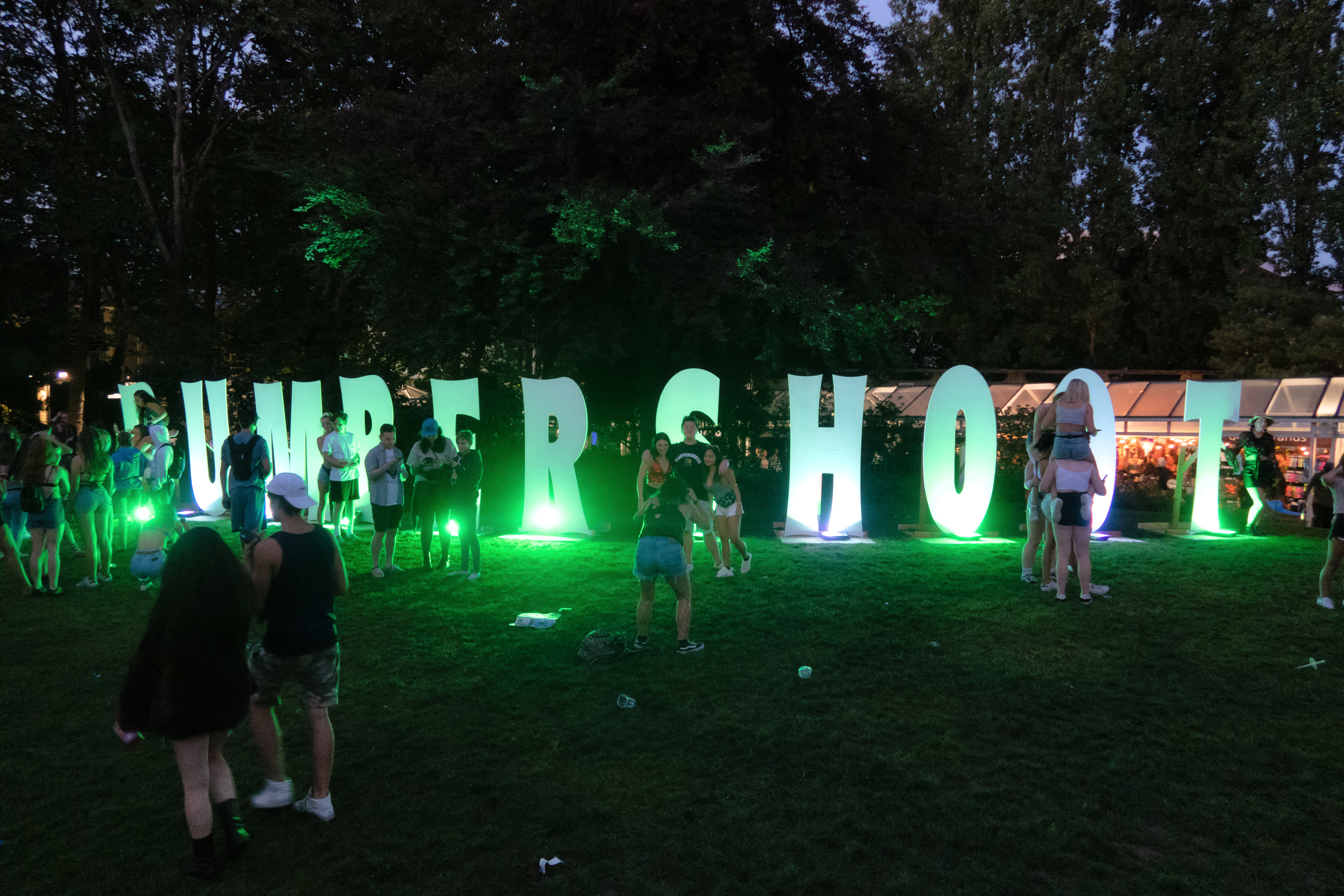
2018